# قداد فأري بيلوردي
قداد فأري بيلوردي (الاسم العلمي: Calomyscus bailwardi) هو نوع من الحيوانات يتبع جنس قداد فأري من فصيلة الفأرية.